# Zorats Karer
Zorats Karer (en armenio: Զորաց Քարեր, localmente Դիք-դիք քարեր Dik-dik karer), también llamado Karahunj, Qarahunj o Carahunge y Carenish (en armenio: Քարահունջ և Քարենիշ) es un sitio arqueológico prehistórico a unos 2 km al norte de la pequeña localidad de Sisian, en la provincia de Syunik. Se trata de un campo de menhires de piedra volcánica que algunos consideran el Stonehenge armenio.
Historiadores armenios consideran que Zorats Karer tendría una antigüedad de 7.500 años o más, mucho mayor que sus equivalente celtas y que se construyó con finalidades astronómicas, de ahí el nombre de observatorio de Karahunj. A unos 10 km hacia el noroeste, en Angeghakot, cerca del río, se han encontrado instrumentos paleolíticos de la Edad del Bronce. En el lado opuesto, a unos 15 km al norte de Zorats Karer, se encuentran los petroglifos de Ughtasar, más de 2.000 piedras decoradas en el paleolítico en la ladera de la montaña de Ughtasar, (el monte del camello), un volcán de unos 3.300 m de altitud.

## Ubicación
Carahunge (Karahunj es el nombre de un pueblo a 40 km) se encuentra a una latitud de 39° 34' y una longitud de 46° 01' en una altiplanicie montañosa a una altitud de 1.770 m y ocupa un territorio de aproximadamente 7 hectáreas en el lado izquierdo del cañón del río Dar, afluente del río Vorotán (a 2 km). Está localizado en un promontorio pedregoso cerca de Sisian.

## Nombre
El historiador armenio Stepanos Orbelian, en su libro Historia de Syunik (siglos I-XII) mencionó que en Tsluk (Yevalakh), en la región de Armenia, cerca de la ciudad de Sisian, había un pueblo llamado Carunge.
El nombre de Carahunge deriva de dos palabras armenias: car o kar (en armenio: հունչ), que significa <piedra> y hunge o hoonch (en armenio, քար), que significa <sonido>. Por ello el nombre Carahunge significa <piedras que hablan>.
Esta interpretación está relacionada con el hecho de que estas producen una especie de silbidos en un día ventoso, presumiblemente debido a los múltiples agujeros abiertos en diferentes lugares de las piedras desde tiempo prehistórico.
En 2004, el sitio fue oficialmente llamado Observatorio de Karahunj (Carahunge), por decreto parlamentario.
Carahunge es también conocido en saber popular local como Zorats Karer (Զորաց Քարեր), Dik-dik Karer (Դիք-դիք քարեր), y Tsits Karer (Ցից Քարեր), cuyo significado es <piedras verticales> en armenio vernáculo.

## El yacimiento
El yacimiento de Carahunge consta de las siguientes partes: el círculo central, el brazo norte, el brazo sur, la avenida N-E, el acorde (cruzando el círculo) y las piedras verticales separadas.
En el yacimiento abundan las piedras engarzadas, las cistas funerarias y las piedras verticales o menhires. En total, 223 piedras.
La altura de las piedras oscila de 0.5 a 3 m (sobre el suelo), con un peso de hasta 10 toneladas. Son piedras de basalto  (andesita), erosionadas por el tiempo y cubiertas de musgo y líquenes de distintos colores. La superficie del interior de los agujeros está mejor preservada. Hay también muchas piedras rotas y sin catalogar.
Aproximadamente 80 de las piedras presentan un agujero circular, a pesar de que sólo 37 de las piedras, con 47 agujeros, permanecen en pie. Arqueoastrónomos rusos y armenios sugieren que las piedras podrían haber sido utilizadas para la observación astronómica. Diecisiete de las piedras se asocian con observaciones de amaneceres u ocasos en los solsticios y equinoccios, y 14 con los extremos lunares. Aun así, se consideran todavía conjeturas, pues los agujeros están relativamente inalterados y podrían no ser de origen prehistórico.

## Investigaciones
La importancia astronómica de las estructuras megalíticas de Zorats Karer fueron estudiadas en primer lugar por el arqueólogo armenio Onik Khnkikyan en 1984. Un año después, el astrofísico Elma Parsamyan divilgó la hipótesis de la existencia de un observatorio astronómico en Zorats Karer (Carahunge), al mismo tiempo que analizaba otros sitios megalíticos en Metzamor y Angeghakot.
En 1994-2001, el radiofísico Paris Herouni y su equipo de búsqueda llegó a la conclusión ahora discutida de que Carahunge era el observatorio astronómico más antiguo del mundo. En 1999, Herouni entró en contacto con el arqueoastrónomo americano de origen inglés Gerald Hawkins, conocido por su estudio de Stonehenge en que lo considera un antiguo observatorio astronómico. En una carta a Herouni, el profesor Hawkins confirmó las conclusiones de su colega sobre Zorats Karer.
Zorats Karer fue investigado en 2000 por arqueólogos del Institut für Vorderasiatische Archäologie, de la Universidad de Múnich, como parte de una encuesta de campo de sitios prehistóricos del sur de Armenia. Identificaron el sitio como una necrópolis datada en el paso de la Edad de Bronce a la Edad de Hierro, después de hallar una serie de tumbas de piedra de aquel periodo dentro del área. Stephan Kroll, que dirigía el equipo, también concluyó que las líneas de piedras eran los restos de la muralla de una ciudad, posiblemente del periodo helenístico, construida de guijarros y barro, con piedras verticales como refuerzos.
Una valoración más crítica reciente encuentra varios problemas con las interpretaciones arqueoastrónomicas del sitio.  La avenida nordeste, que se extiende aproximadamente uno 50 metros desde el centro, ha sido asociada de forma inconsistente con el solsticio de verano, el lunasticio mayor del norte, o la salida de Venus.  Herouni había postulado que para utilizar los agujeros en los megalitos para observaciones astronómicas suficientemente precisas como para determinar la fecha de los solsticios,  habría sido necesario restringir el campo de visión insertando un tubo estrecho en las perforaciones existentes.  Sin estas modificaciones, de las que no hay evidencia arqueológica, la importancia astronómica de las orientaciones de los agujeros desaparece.  Como consecuencia, González-Garcia concluyó que las reclamaciones de los arqueoastrónomos son insostenibles, a pesar de que el sitio merece investigaciones más amplias para determinar el potencial astronómico de Carahunge.

## Museo
En la cercana ciudad de Sisian,  hay un pequeño museo dedicado a los hallazgos en el área, incluyendo los petroglifos paleolíticos encontrados en las partes altas de la montaña, y los objetos de la Edad de Bronce hallados en unas 200 fosas de enterramiento.

## Galería de Karahunj (Zorats Karer)

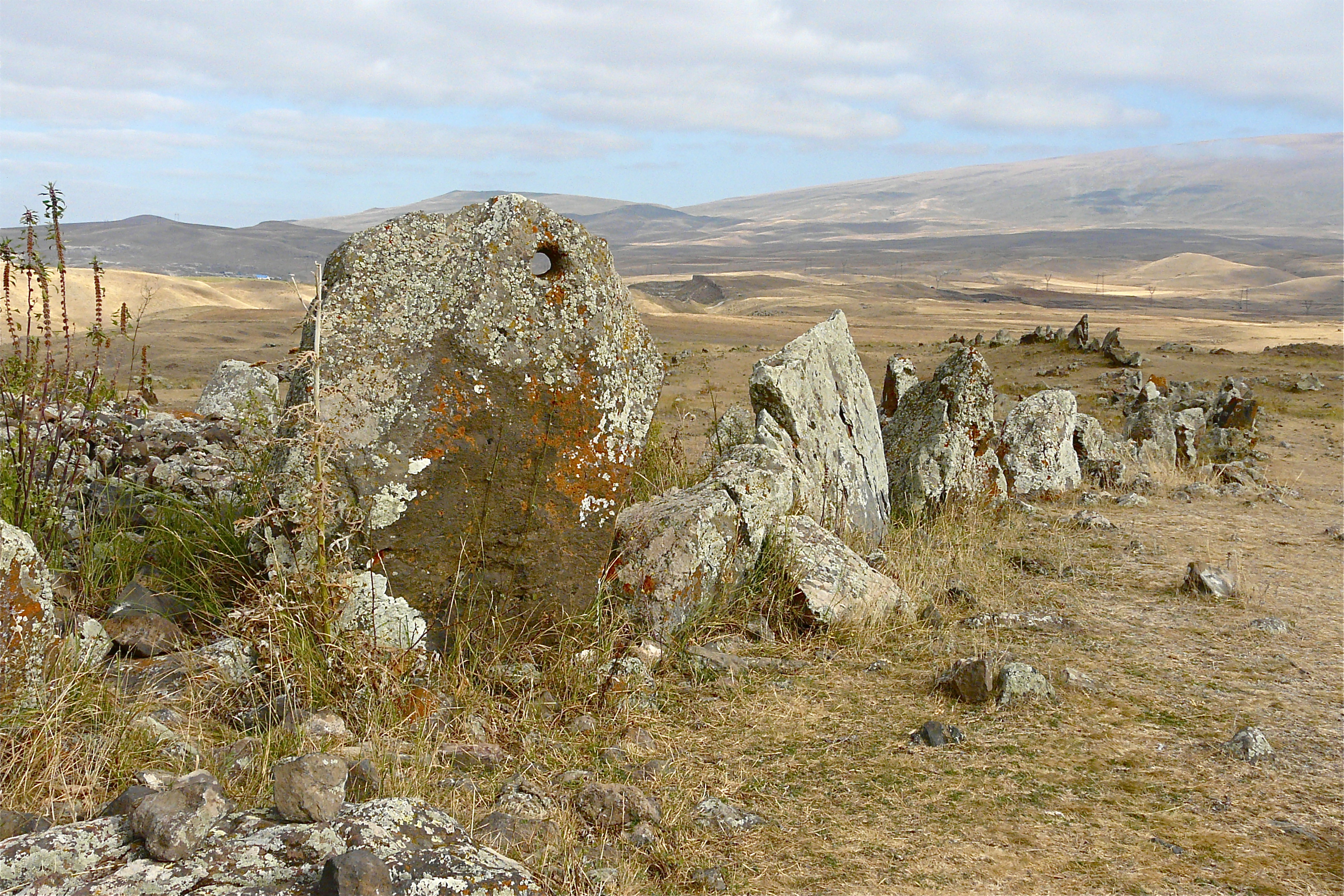
Hilera de piedras con agujero
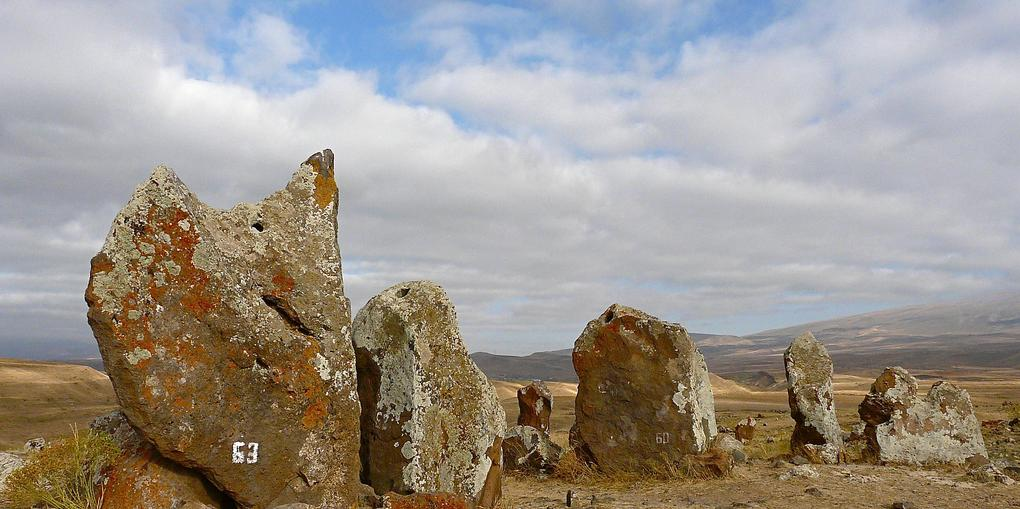
Hilera de piedras
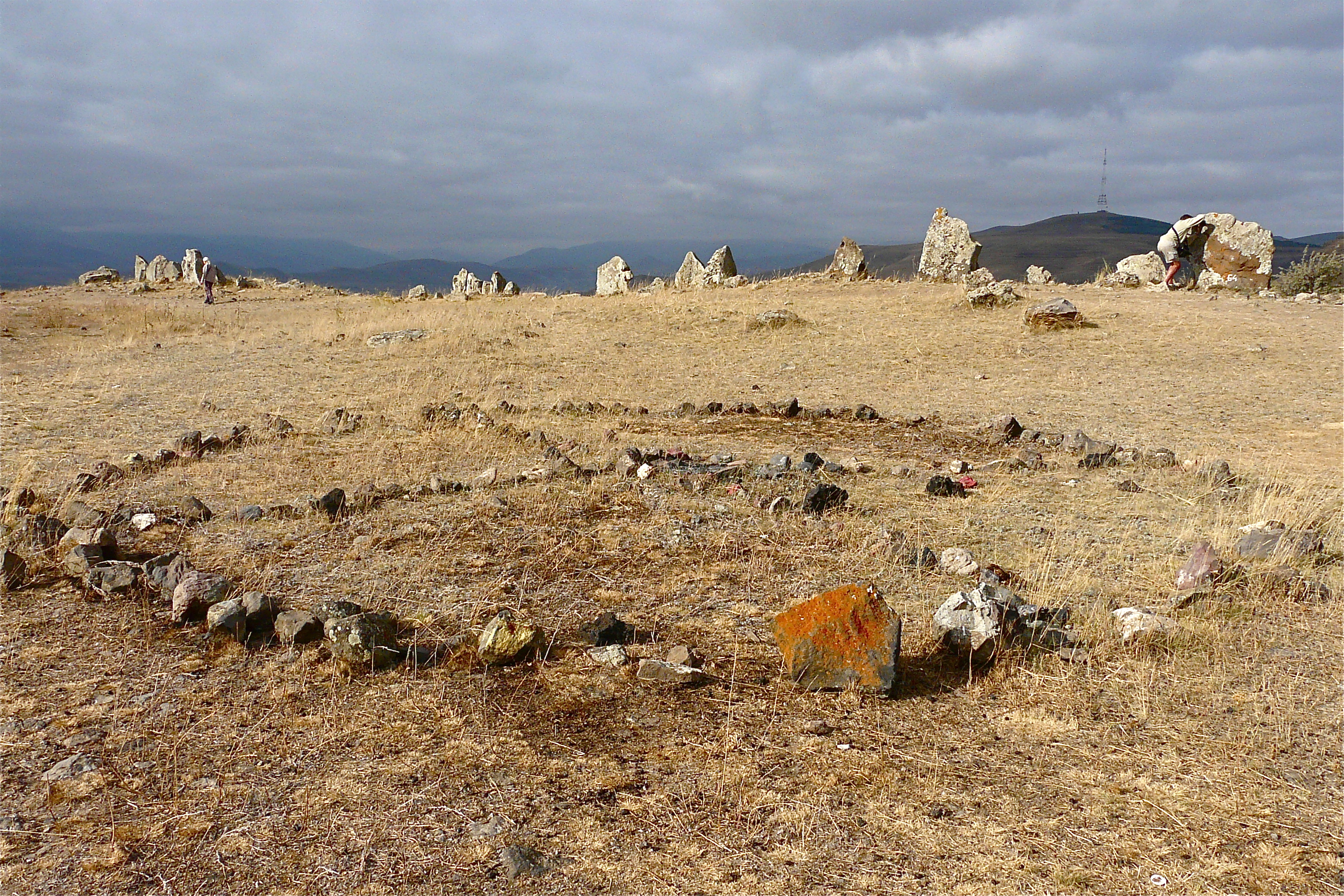
Interior del yacimiento
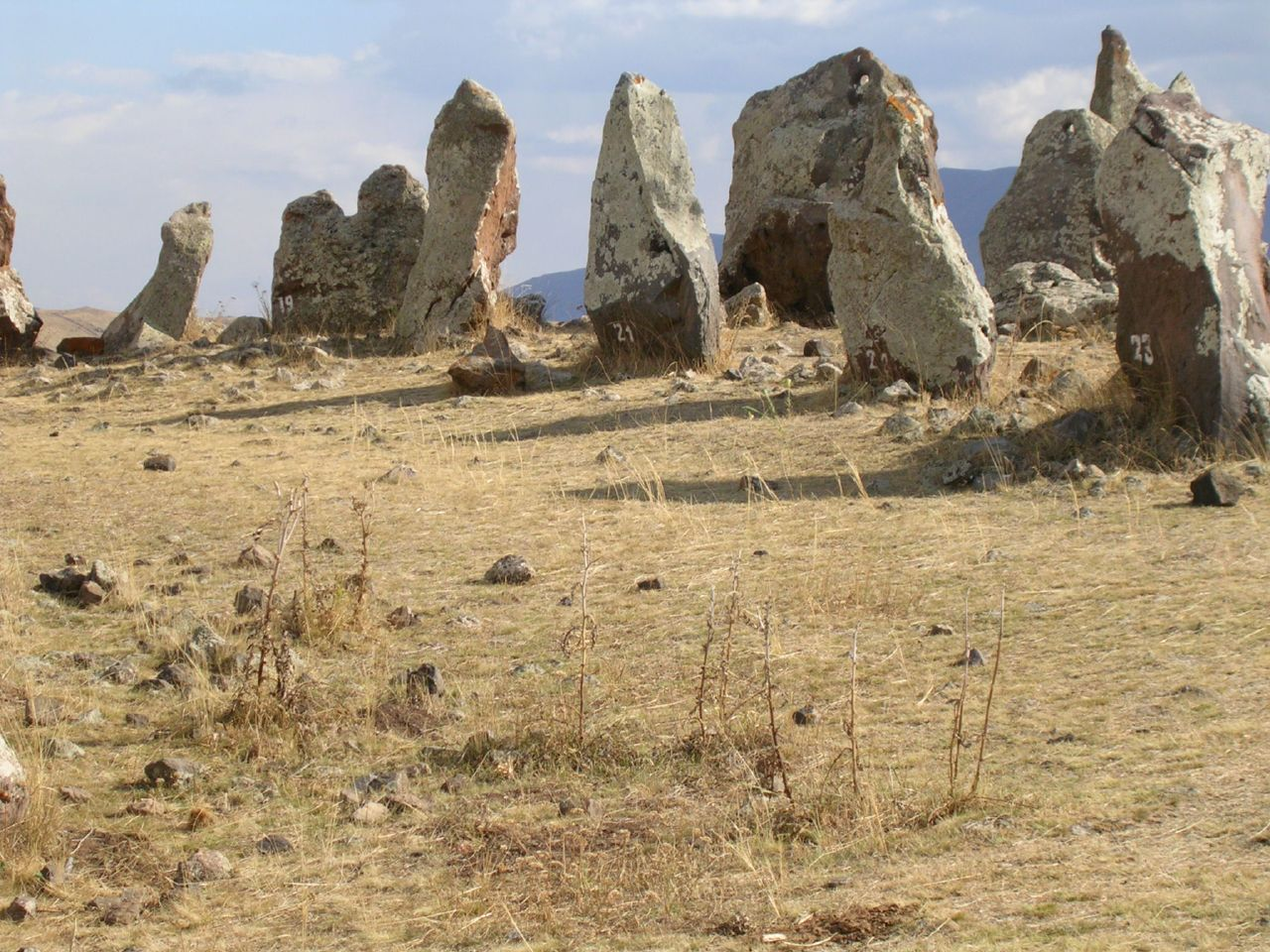
Hilera de piedras del círculo central
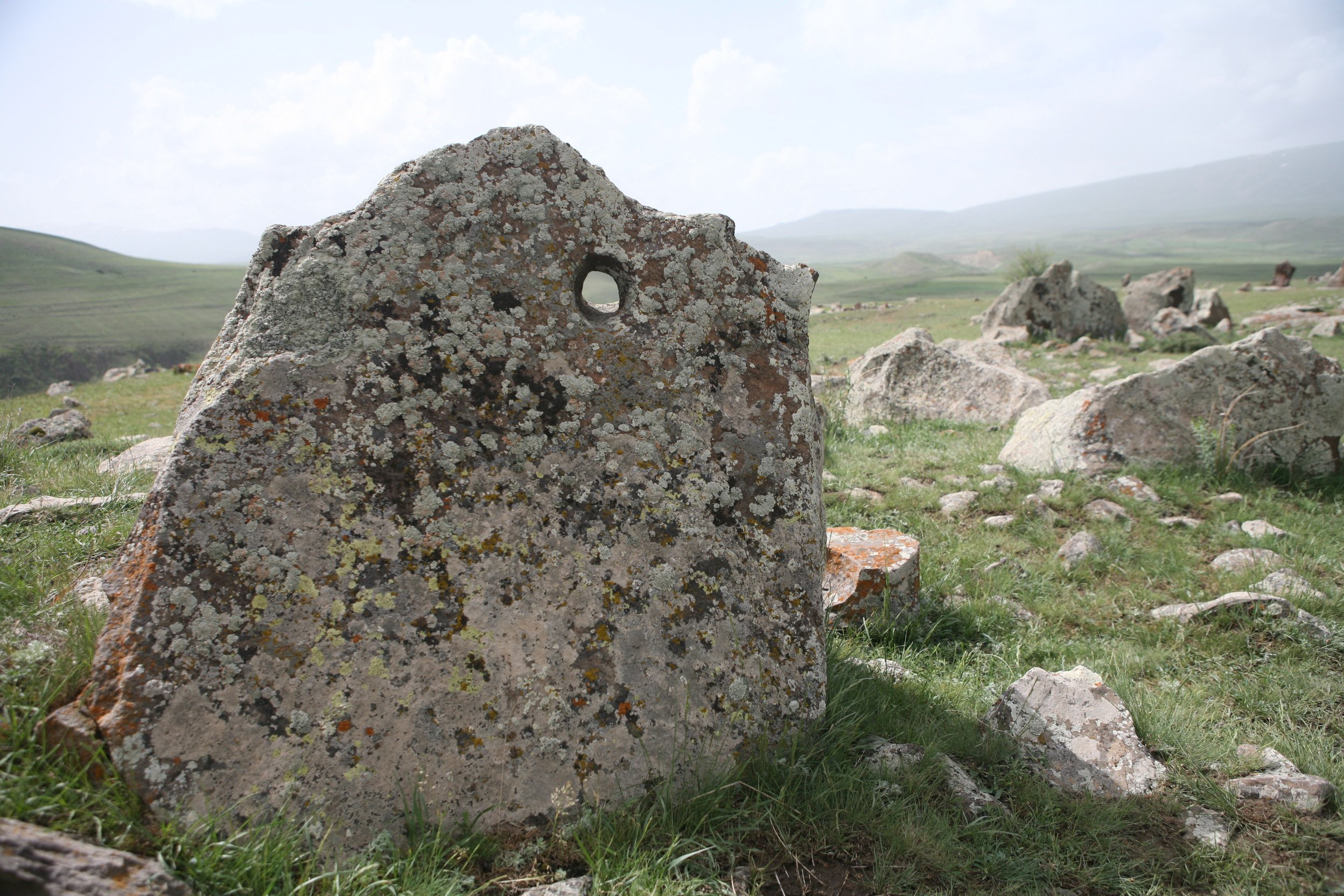
Piedra con agujero
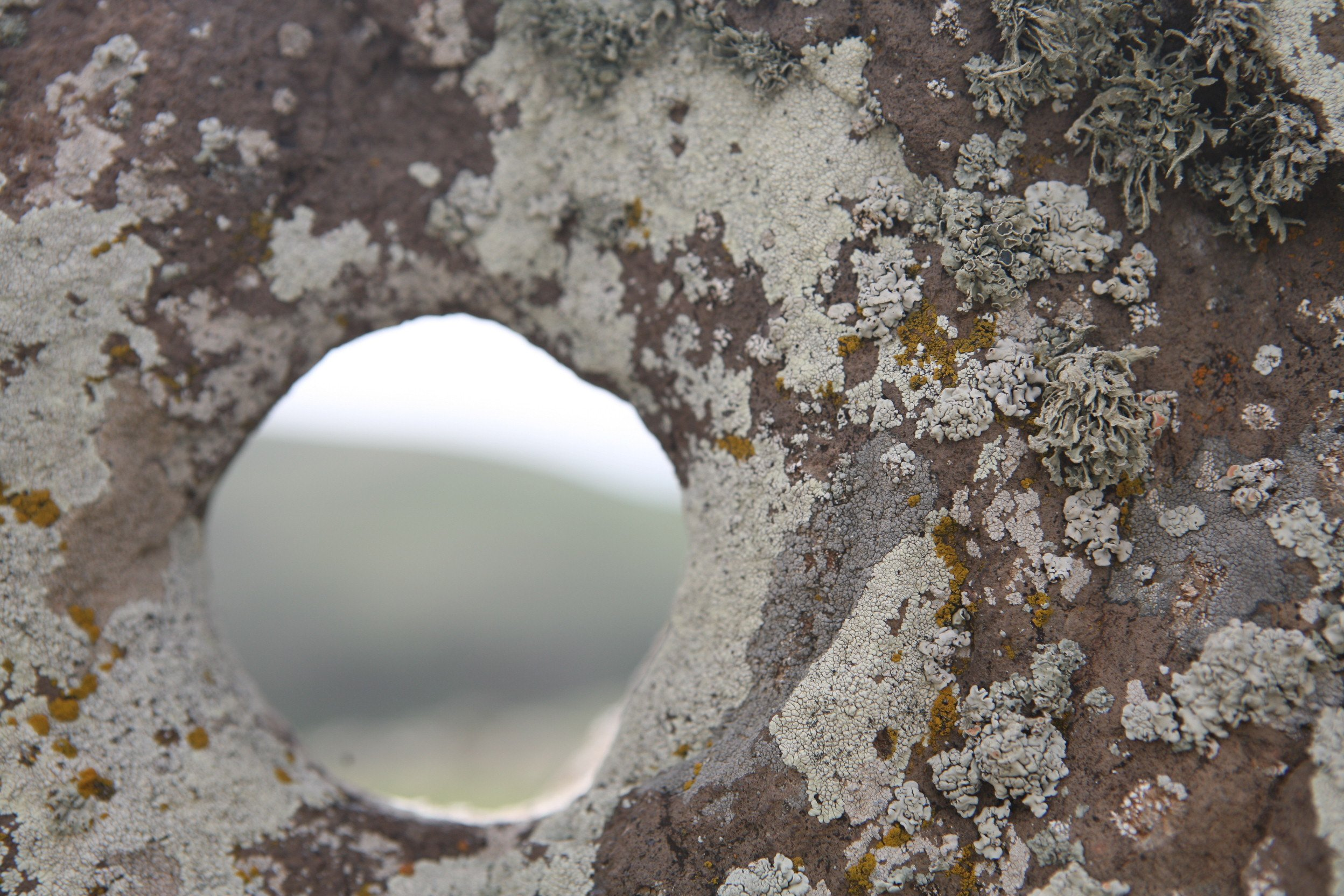
Detalle del agujero
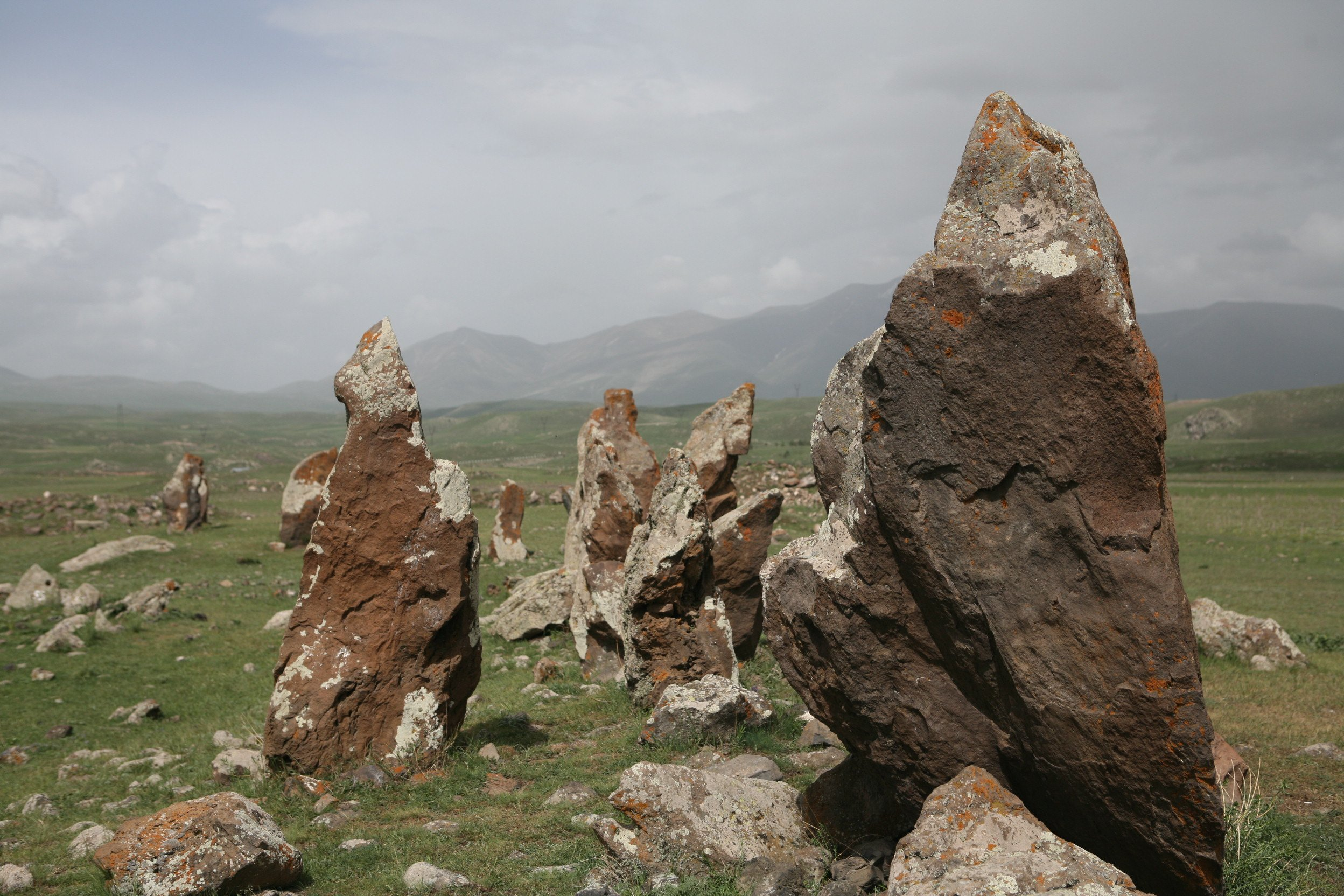
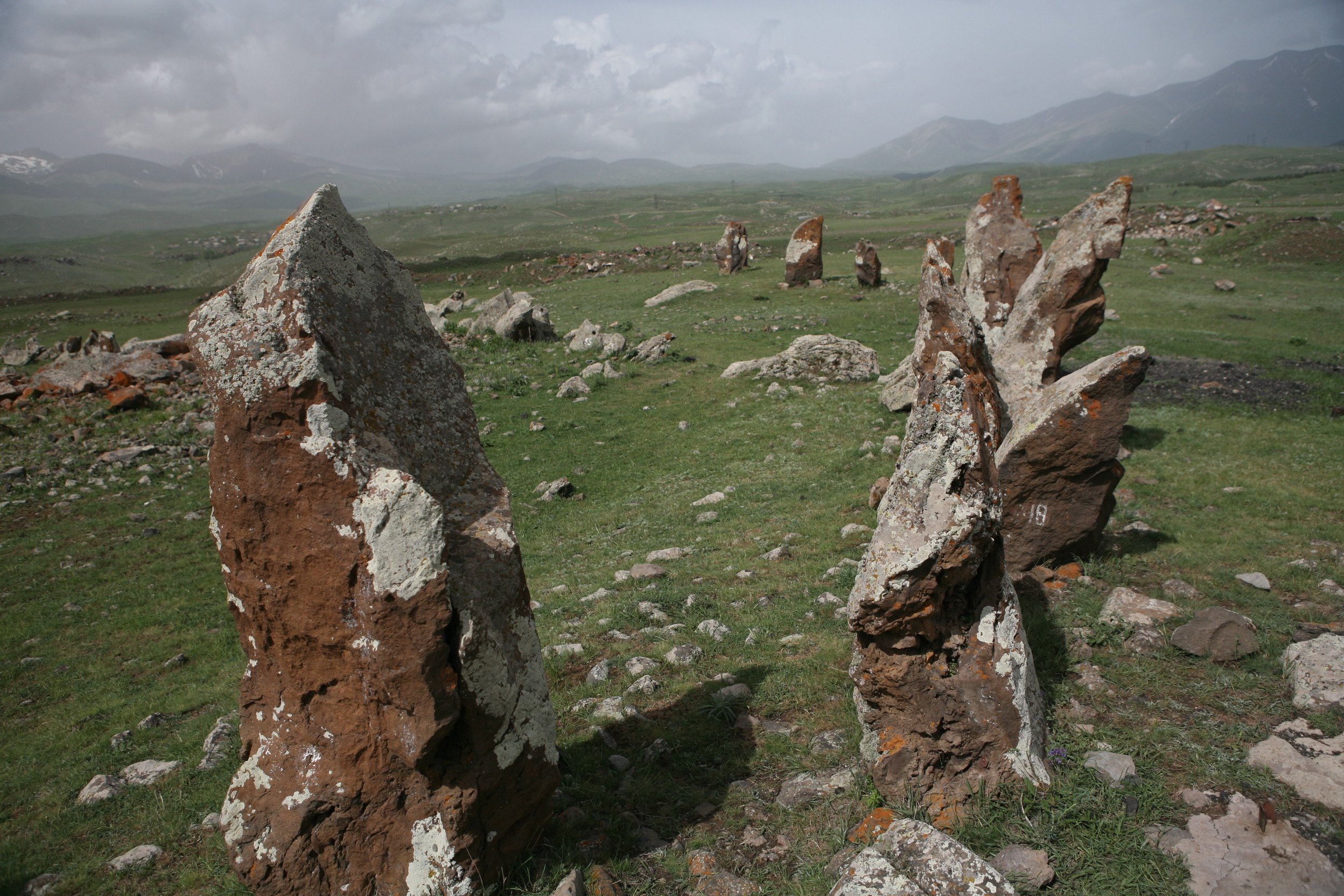
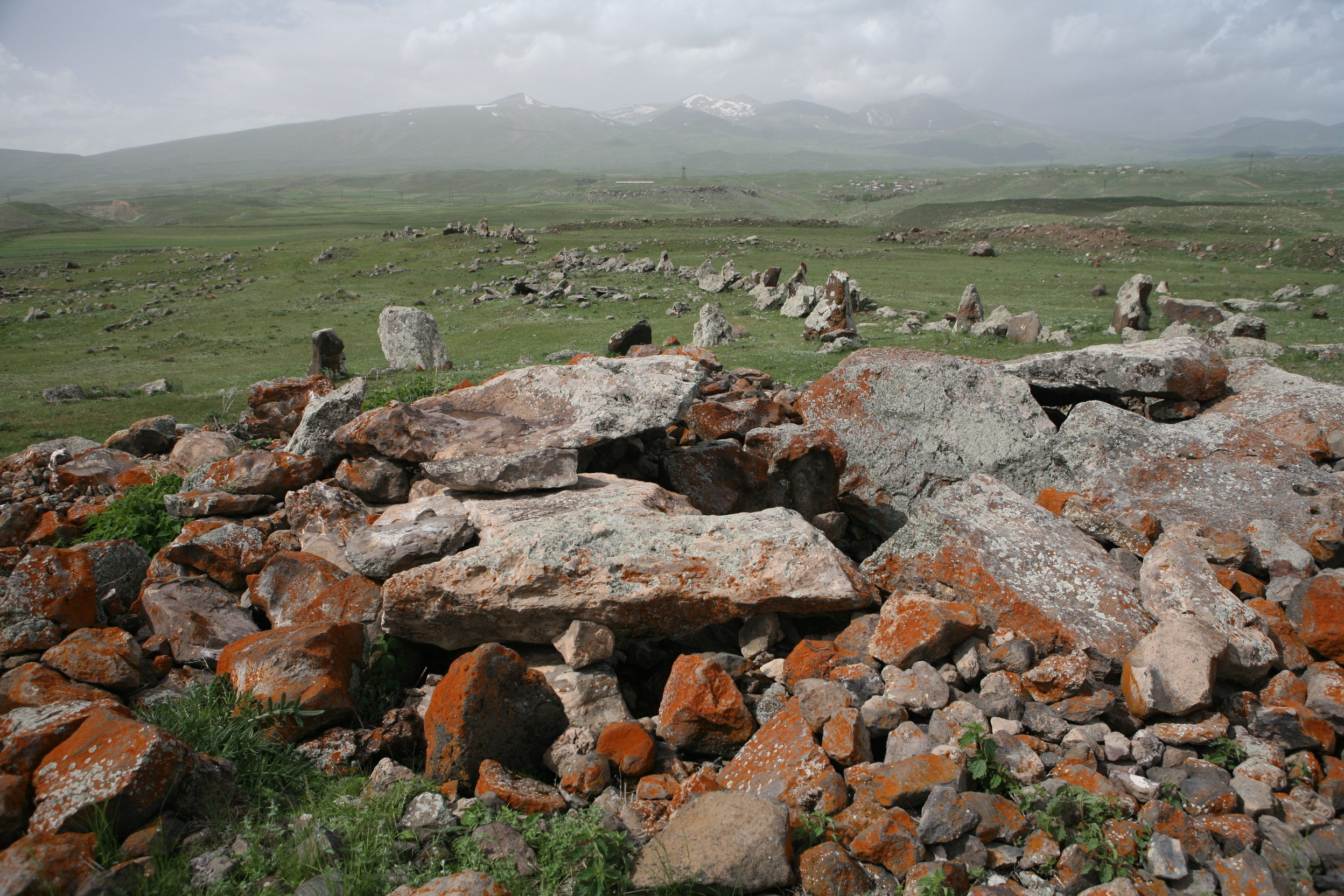
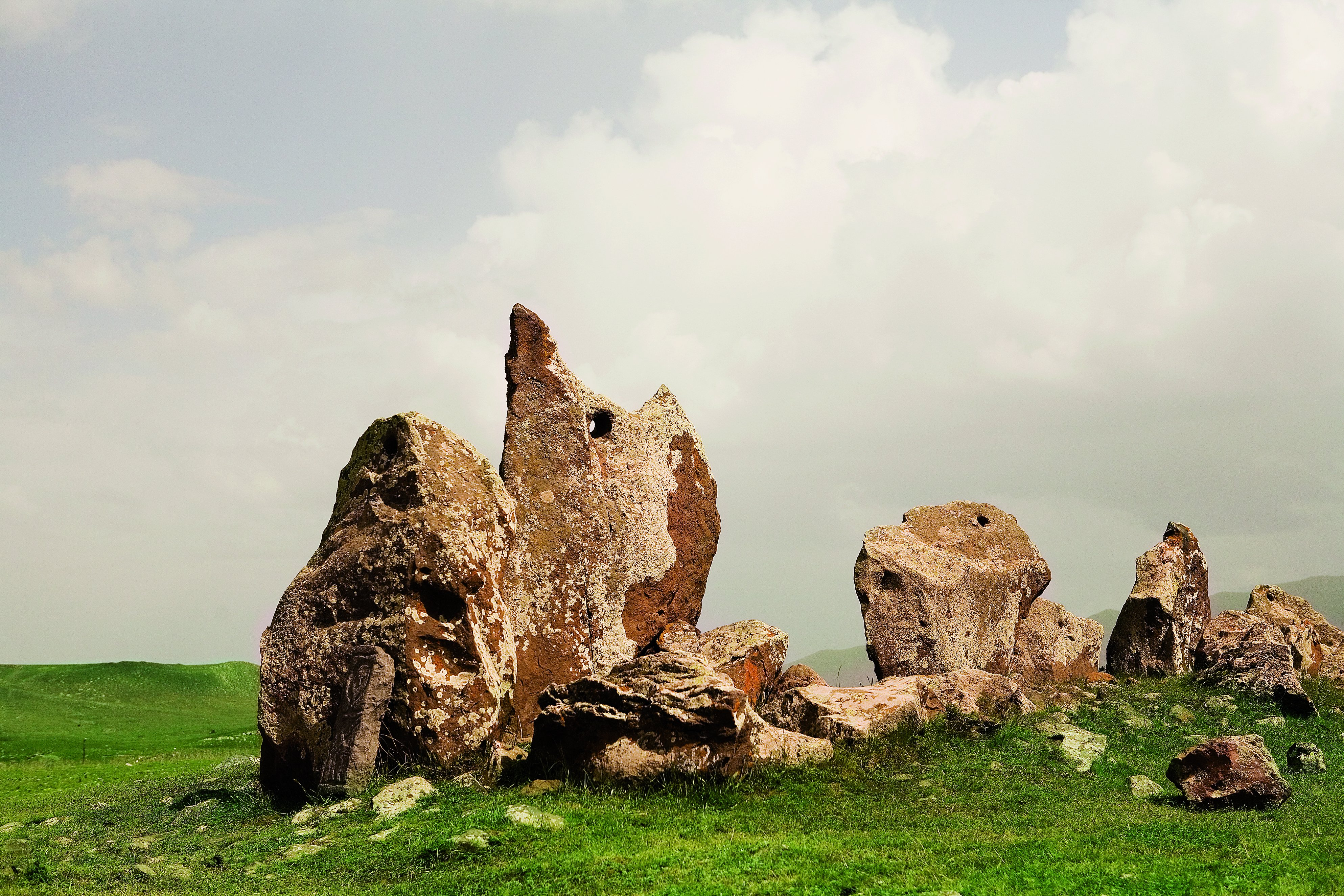
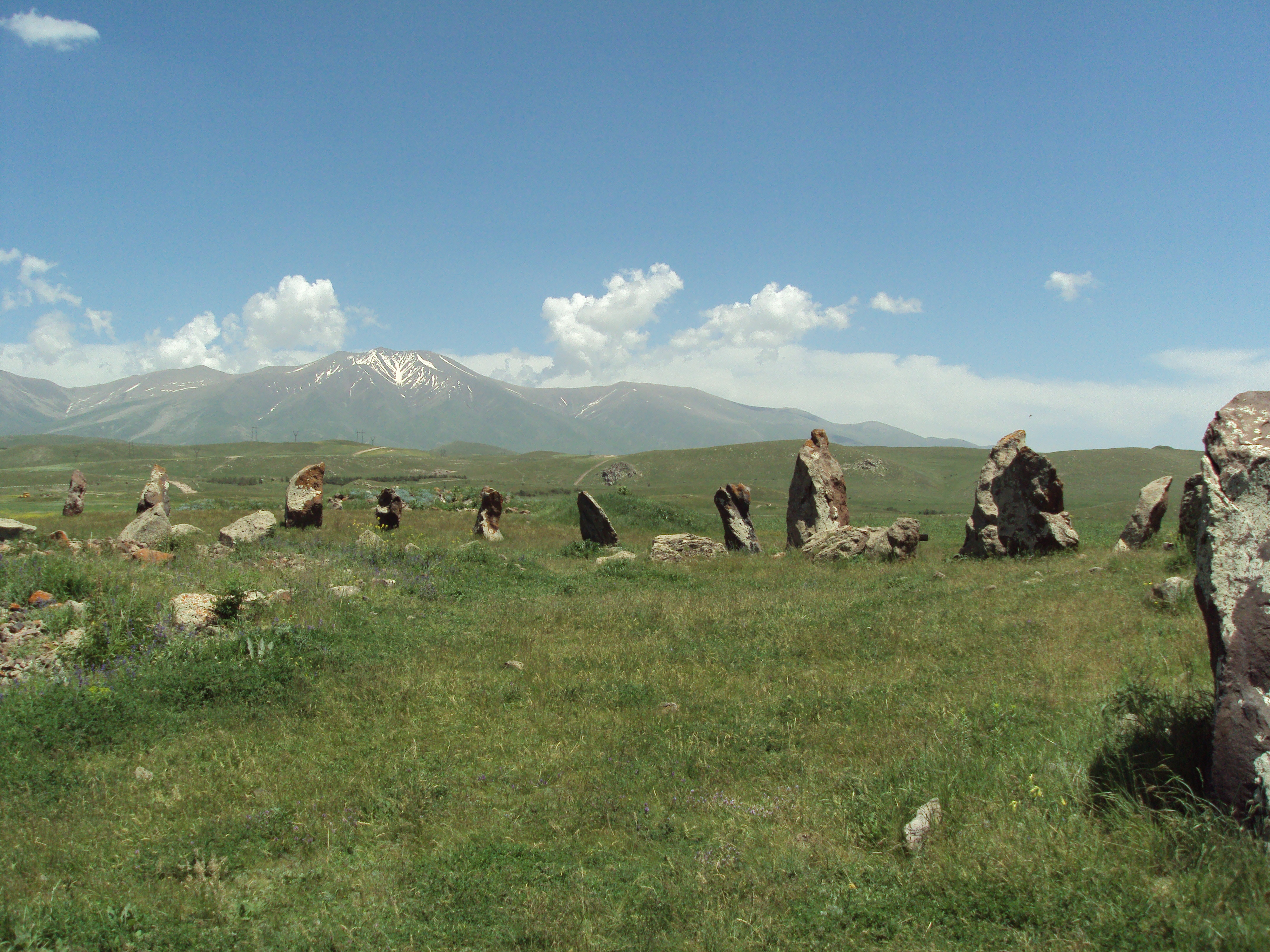
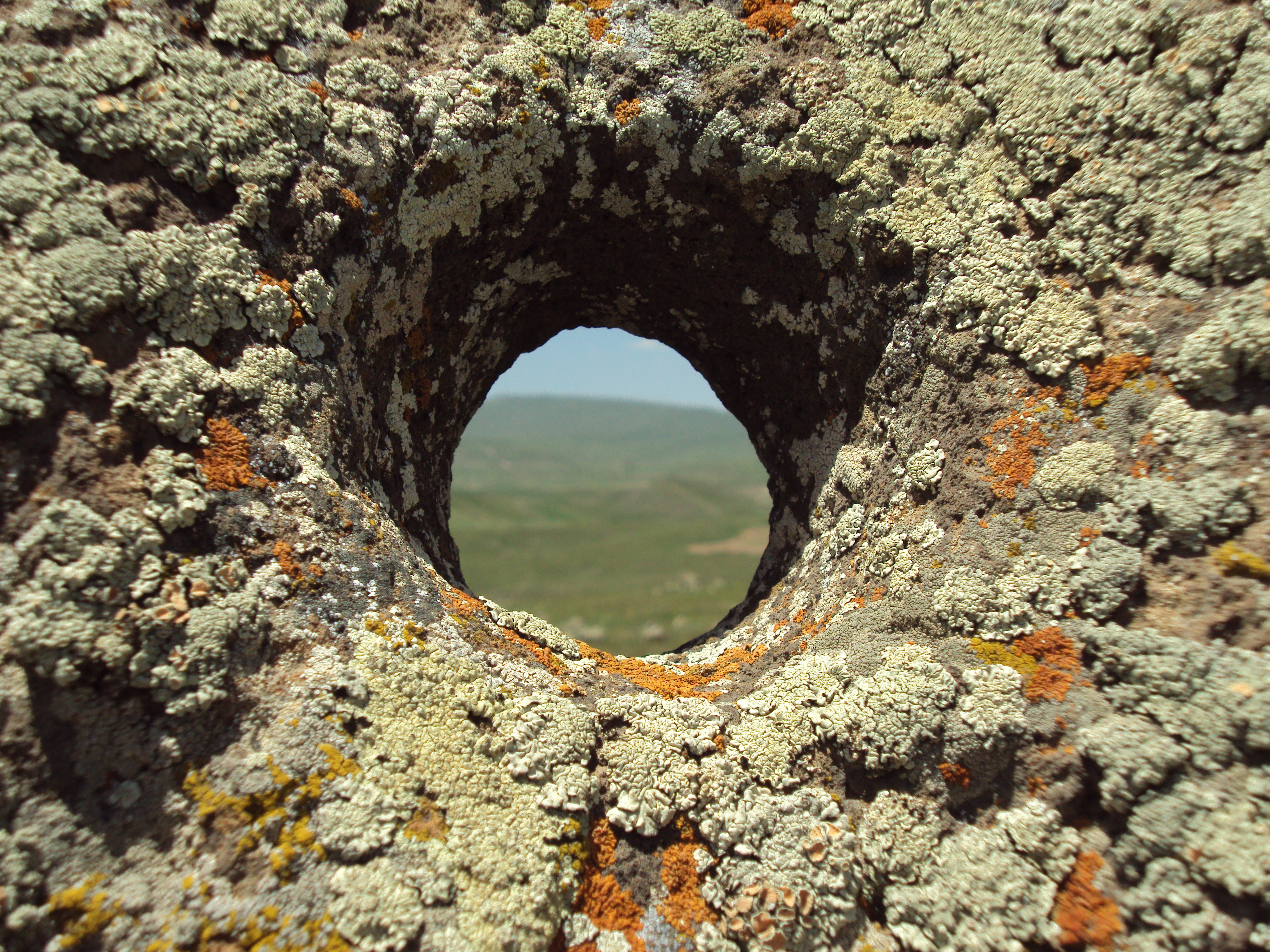
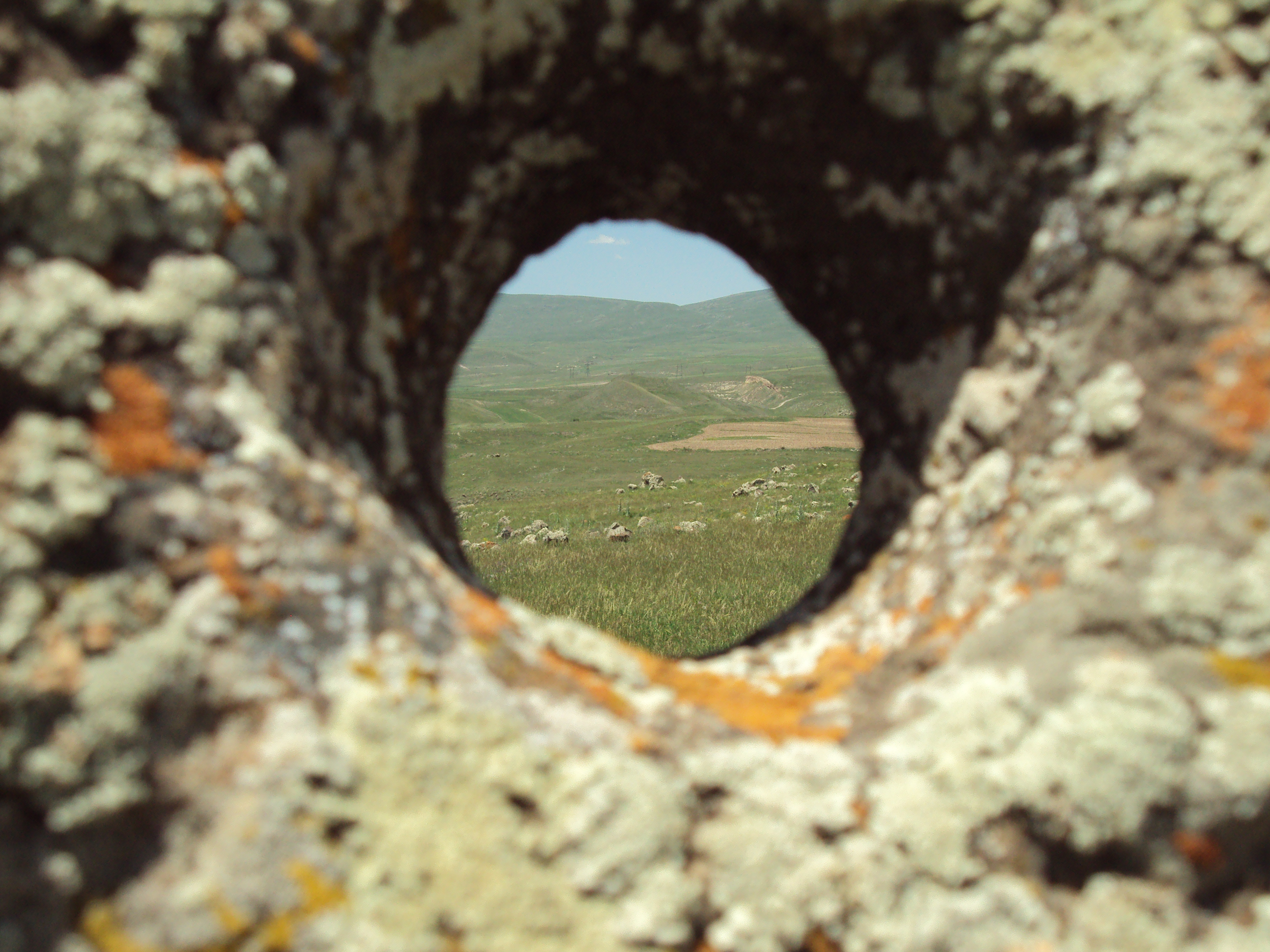
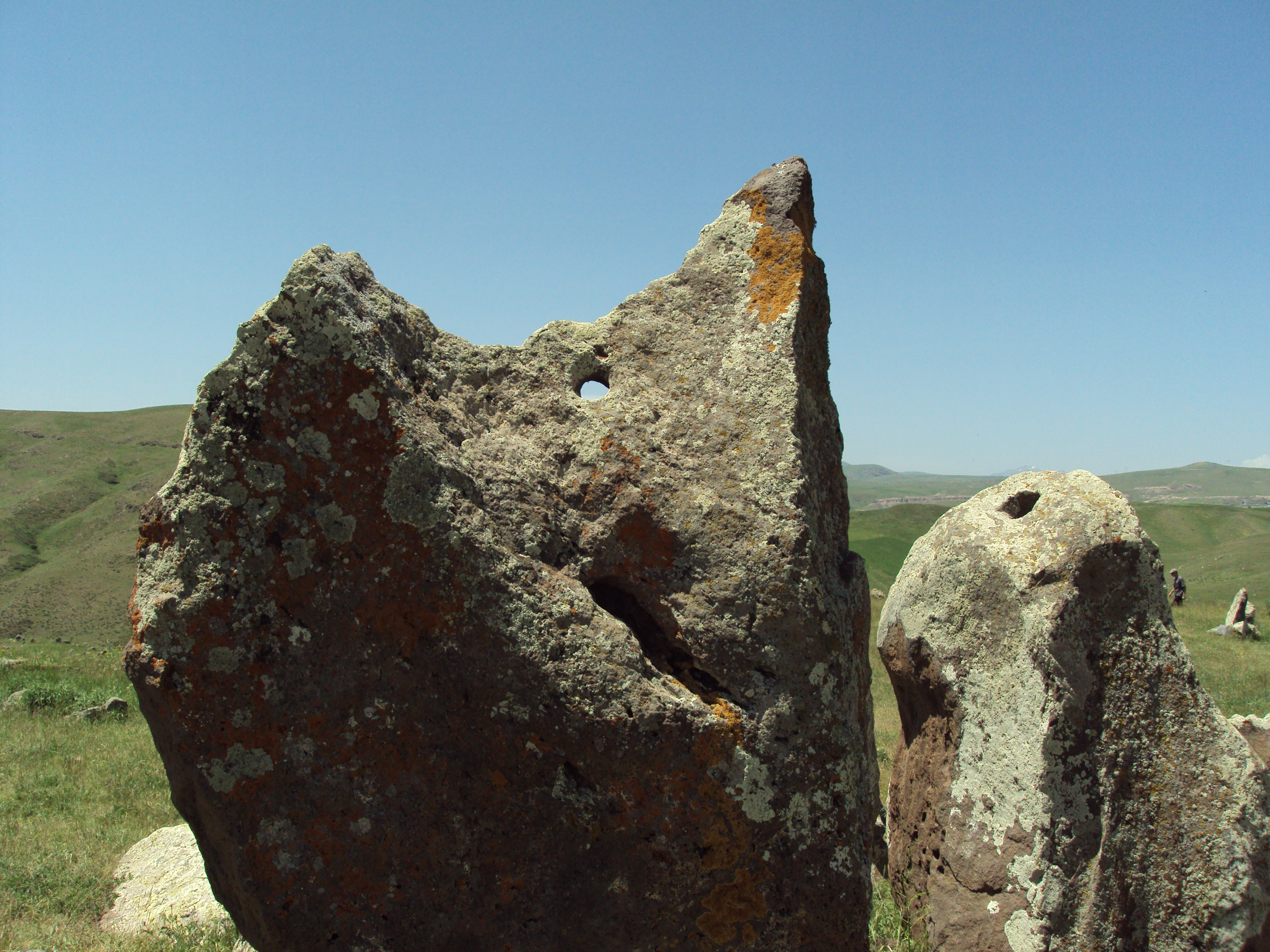
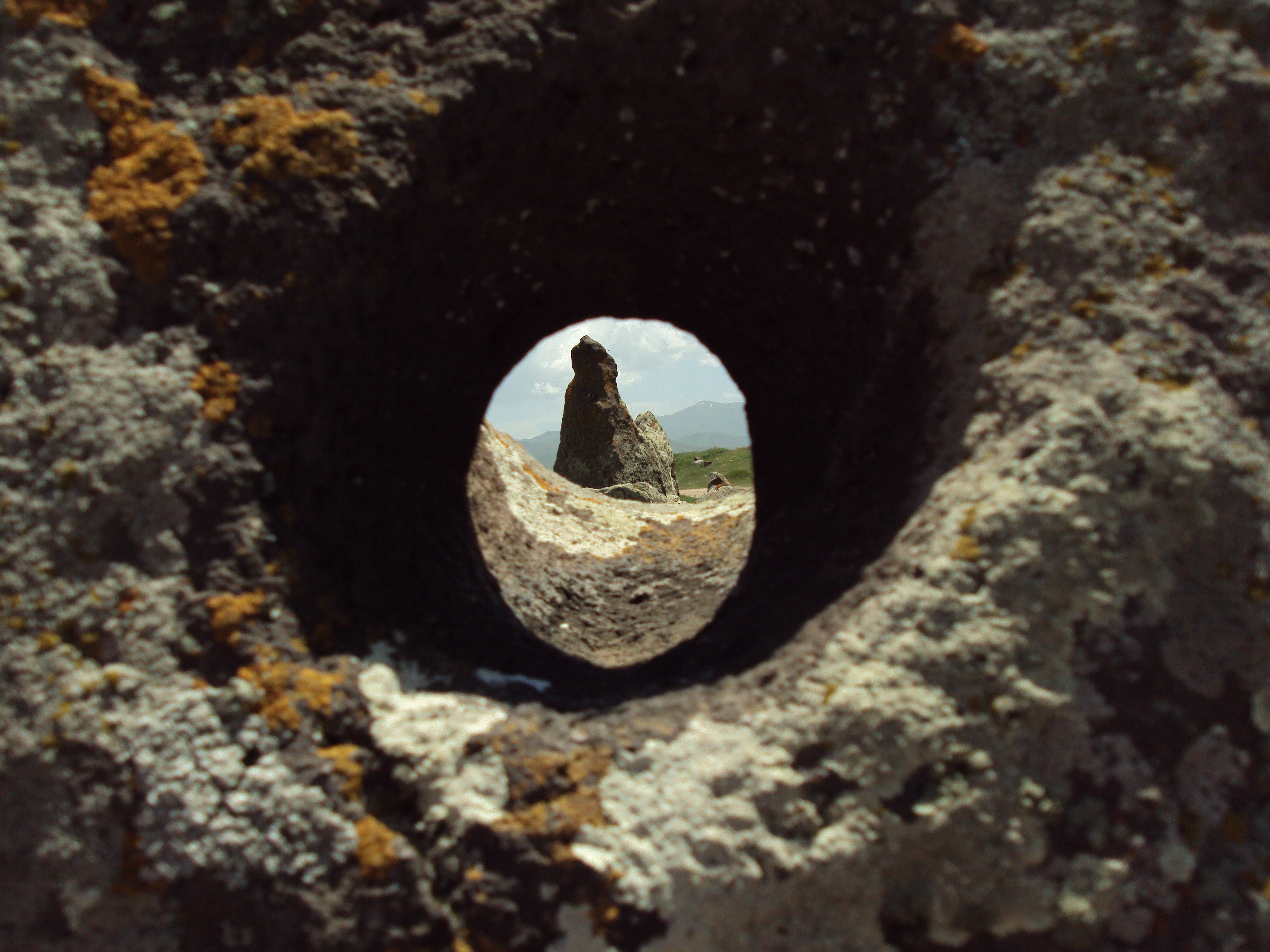

1. ↑  «Decree N853-Ն (2009) of the Government of the Republic of Armenia». Armenian Legal Information System (Arlis). Consultado el 13 de julio de 2015.
2. ↑  «The Vorotan Project». Kelsey Museum of Archaeology. 2005. Archivado desde el original el 9 de noviembre de 2013. Consultado el 9 de noviembre de 2013.
3. ↑  C. Ohanian, Pascual (Buenos Aires 2011). «Prehistoria de Los Armenios». el autor. Consultado el 26 de junio de 2017.
4. ↑  «Silk Road: Ughtasar». Armenian Heritage. Consultado el 26 de junio de 2017.
5. ↑  Herouni, Paris (2004). Armenians and Old Armenia. Yerevan, Armenia: Tigran Mets.
6. ↑  History of Syunic (I - XII centuries). Yerevan. 1986. p. 395.
7. ↑  González-Garcia, A. César (2014), «Carahunge - A Critical Assessment»,  en Ruggles, Clive L. N., ed., Handbook of Archaeoastronomy and Ethnoastronomy, New York: Springer Science+Business Media, p. 1455, ISBN 978-1-4614-6140-1, doi:10.1007/978-1-4614-6141-8_140.
8. ↑  Ruggles, Clive (2005), «Carahunge», Ancient Astronomy: An Encyclopedia of Cosmologies and Myth, Santa Barbara, CA: ABC CLIO, pp. 65-67, ISBN 1-85109-477-6.
9. ↑  Khnkikyan, Onik.
10. ↑  Parsamian, Elma S. About the possible astrological role of megalithic rings in Angeghakot: Collection of scientific articles (in Armenian: “Անգեղակոթի մեգալիտիկ կառուցվածքի աստղագիտական նշանակության վերաբերյալ” and Russian: “О возможном астрономическом назначении мегалитических колец Ангелакота”).
11. ↑  Paris Herouni, Armenians and Old Armenia, Yerevan, 2004.
12. ↑  «2000 Survey in Southern Armenia».
13. ↑  «2000 Survey in Southern Armenia». Archivado desde el original el 23 de diciembre de 2007.
14. ↑  Vahradyan, Vachagan & Vahradyan, Marineh.
15. ↑  González-Garcia, A. César (2014), «Carahunge - A Critical Assessment»,  en Ruggles, Clive L. N., ed., Handbook of Archaeoastronomy and Ethnoastronomy, New York: Springer Science+Business Media, pp. 1453-1460, ISBN 978-1-4614-6140-1, doi:10.1007/978-1-4614-6141-8_140.

- Datos: Q2479712
- Multimedia: Zorats Karer / Q2479712